# 野沢グランドホテル
野沢グランドホテル（のざわグランドホテル、 NOZAWA GRAND HOTEL）は、長野県下高井郡野沢温泉村の野沢温泉にある観光ホテル。長野電鉄子会社の長電ホテルズが運営する。

## 概要
野沢温泉の温泉街の最奥部、13の外湯のうち「真湯」の前に立地する、野沢温泉でも有数規模のホテルである。スキー大会などの折に皇族も幾度か宿泊している。館内には展望露天風呂・貸切露天風呂・展望大浴場のほか、露天風呂付客室があり、「天下の名湯」真湯源泉・麻釜源泉から引湯している。
1950年（昭和25年）の開館時からある長野県下初の甲種公認50mプールと、その4年後に設置された飛び込みプールが有名で、飛込競技の馬淵良選手（長野電鉄）はこのプールで練習し、メルボルン五輪・ローマ五輪に出場を果たした。しかし、1994年（平成6年）の改装時にプールの規模は半分に縮小され、飛び込みプールも撤去されている。
国内屈指の規模である野沢温泉スキー場の真湯ペアリフトに近く、冬場はスキー客で賑わう。夏はプール更衣室として使われる建物が冬にはスキーロッカーとなり、スキーのレンタルも行なわれる。

## 沿革
- 1950年（昭和25年）
  - 8月21日 - 長野電鉄子会社、野沢温泉観光株式会社設立
  - 9月1日 - 野沢温泉観光ホテル開館
- 1954年（昭和29年）8月8日 - 飛び込みプール（10m）を新設
- 1957年（昭和32年）
  - 1月1日 - ホテルの運営が、長野電鉄株式会社に移管される
  - 2月15日 - 野沢温泉観光(株)が、長野電鉄(株)に合併される
- 1977年（昭和52年）12月9日 - 全面改築。野沢グランドホテルに改称
- 1979年（昭和54年）3月23日 - 政府登録国際観光旅館に認定
- 1994年（平成6年）7月20日 - 3・4階を改装。50mプールを20mに縮小
- 2007年（平成19年）9月 - 1・2階を改装。展望露天風呂を新設
- 2017年（平成29年）7月3日 - ホテルの運営が、株式会社長電ホテルズに移管される[3]

## 施設
- 客室
  - 標準A（10帖和室） - 15室
  - 露天風呂付B（6帖和室+ツインローベッド+麻釜源泉露天風呂） - 7室
  - 露天風呂付C（10帖和室+ツインベッド+麻釜源泉露天風呂） - 1室
  - 特別室D（12.5帖和室+洋室ツイン） - 1室
  - ツインルームE（洋室） - 2室
  - ツインルームF（洋室ツインローベッド） - 3室
- 浴場
  - 展望露天風呂（男女別） - 真湯源泉
  - 展望大浴場（男女別） - 麻釜源泉
  - 貸切露天風呂「百番観音夫婦風呂」（冬季閉鎖） - 麻釜源泉
- 20mレジャープール（夏季のみ営業）
  - プール更衣室 / スキーロッカー
- 宴会場（56帖）
- ダイニング
- 売店
- メディアコーナー

## アクセス
- JR北陸新幹線・飯山線飯山駅から、のざわ温泉交通 野沢温泉ライナーで25分。終点「野沢温泉」下車、徒歩5分
- 同駅から、長電バス 野沢線で40分。終点「野沢グランドホテル」下車
- 上信越自動車道 豊田飯山ICから車で30分
- 関越自動車道 塩沢石打ICから車で70分

### 鉄道延伸構想
戦前からあった長野電鉄木島線（2002年廃線）の野沢温泉延伸構想は、ホテル開館とともに再び盛り上がり、1952年（昭和27年）には木島 - 関沢間の鉄道敷設免許も交付された。しかしながら、木島村・瑞穂村（現 飯山市木島・瑞穂）での一部地権者の反対や、豪雪地帯での運行に対する社内の反対もあり、結局鉄路が野沢温泉に至ることはなかった。
昭和期には長野駅 - 木島駅間で特急「のざわ」が運行され、木島駅でバスに乗り継ぎ野沢温泉に至るルートが賑わいを見せた。木島線が廃線となり高速道路も整備されると、長電バスによる長野駅東口 - 野沢グランドホテル間の急行バスが運行されるようになった。2015年3月14日の北陸新幹線長野駅 - 金沢駅間開業後は、飯山駅からバスを利用するルートが中心になっている。

## 周辺の観光地
- 野沢温泉の外湯（ホテルから500m圏内のものを近い順に挙げる）
  - 真湯
  - 上寺湯
  - 熊の手洗湯
  - 麻釜の湯
  - 河原湯
  - 大湯
  - 横落の湯

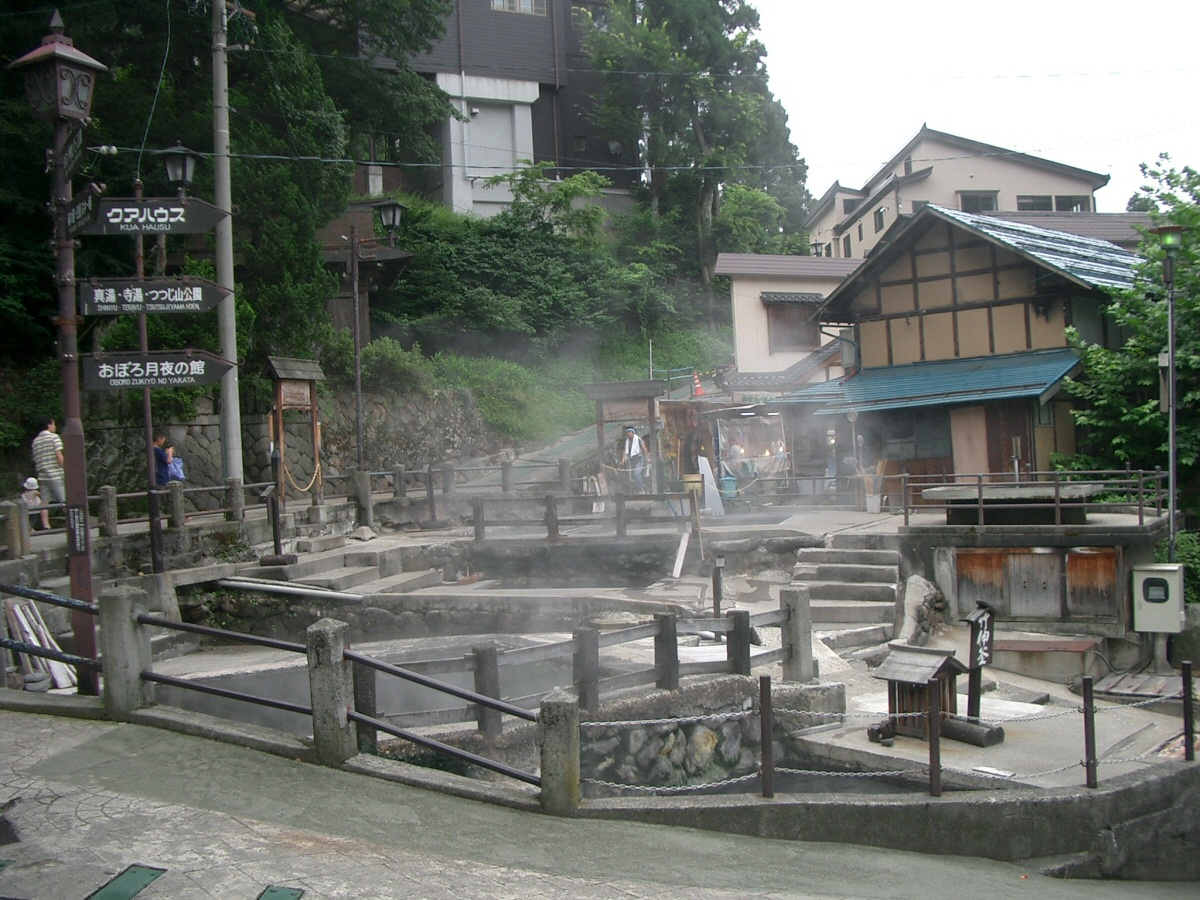
天然記念物「麻釜」
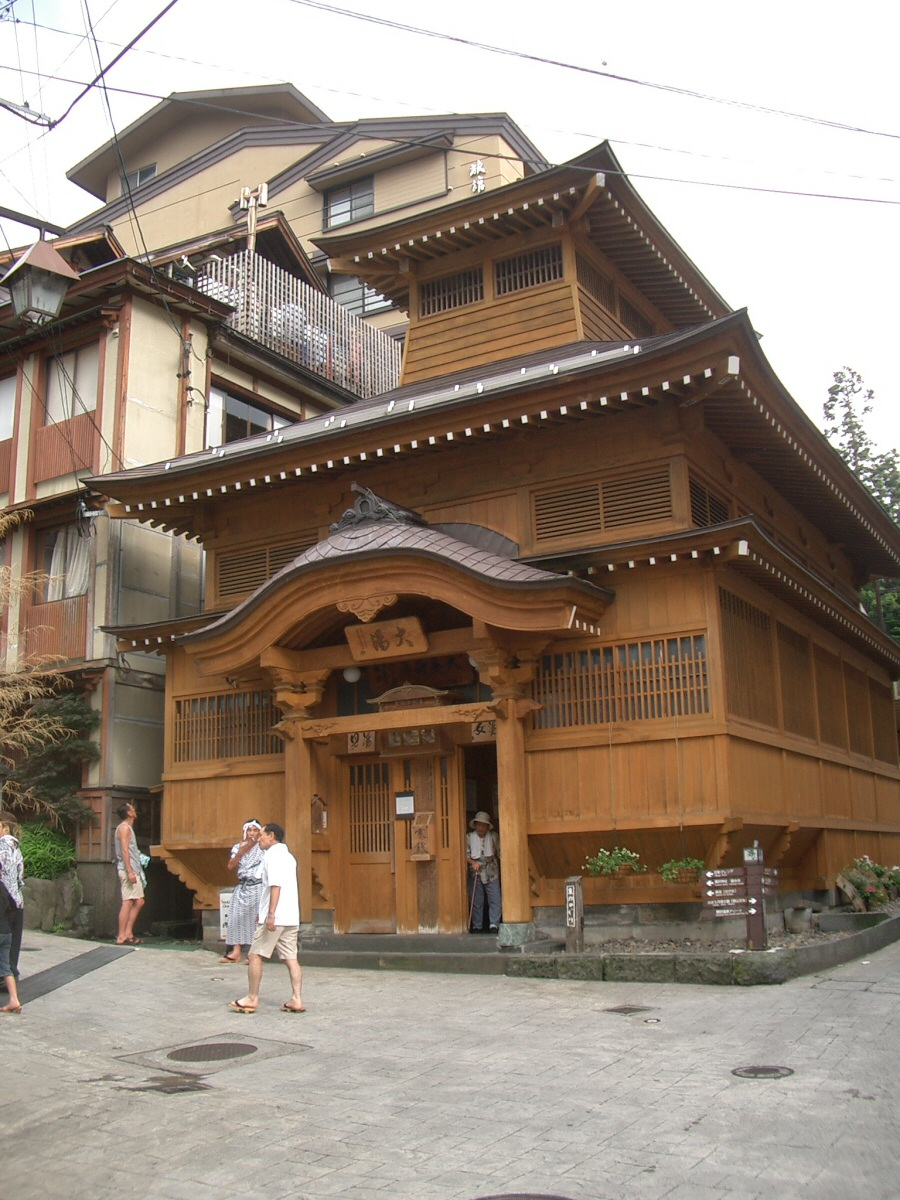
野沢温泉スキー場
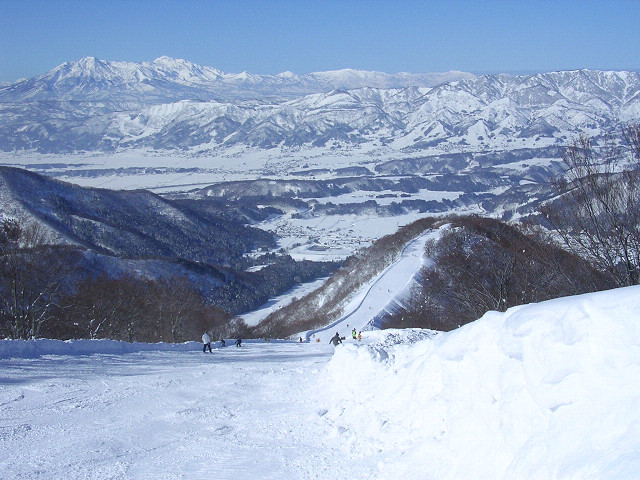
野沢温泉スキー場
  - 日本スキー博物館
- 薬王山健命寺
- おぼろ月夜の館・斑山文庫
- つつじ山公園
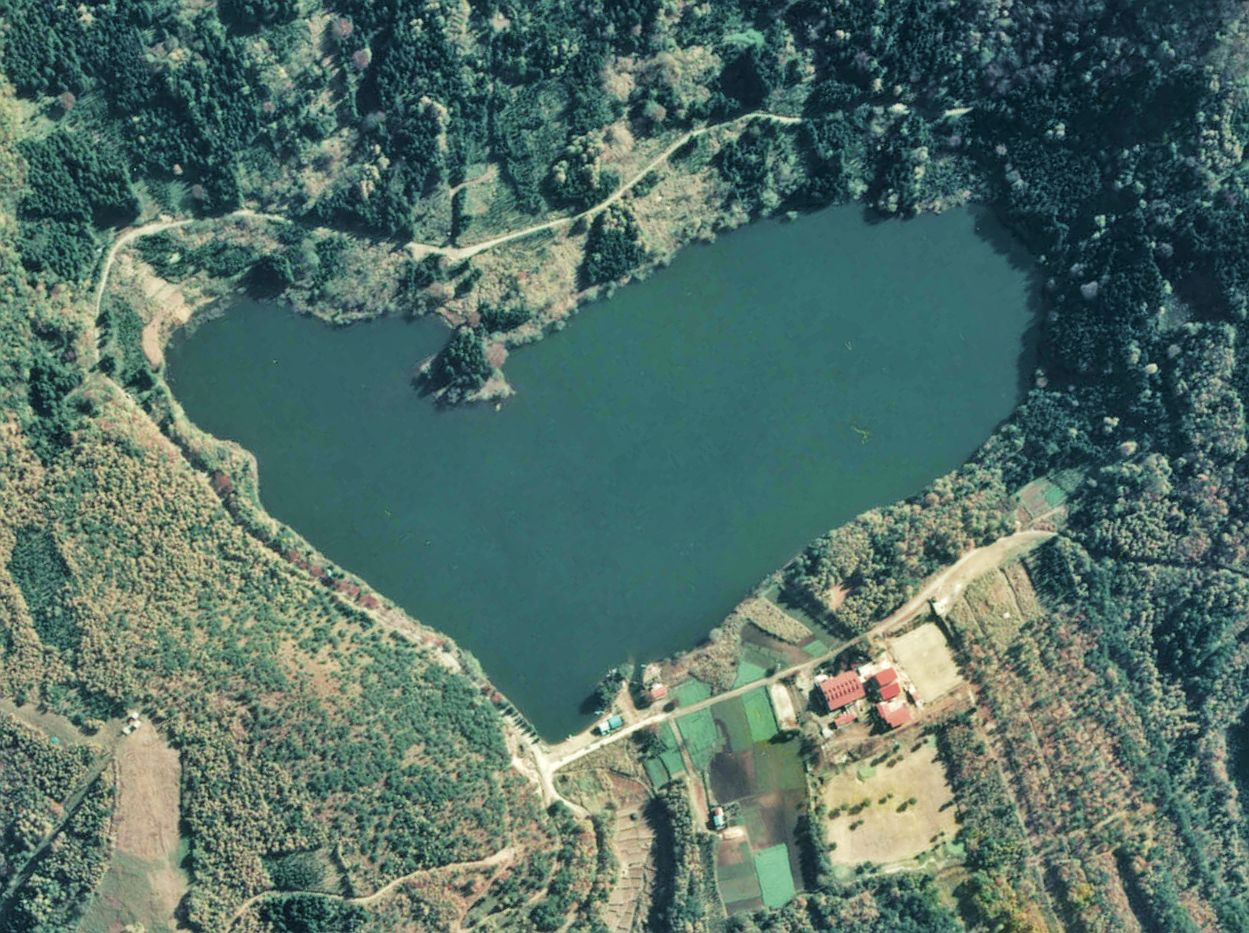
北竜湖
- 菜の花公園
- 阿弥陀堂

- 天然記念物「麻釜」
- 野沢温泉 大湯
- 野沢温泉スキー場
- 北竜湖[4]